# Ildico

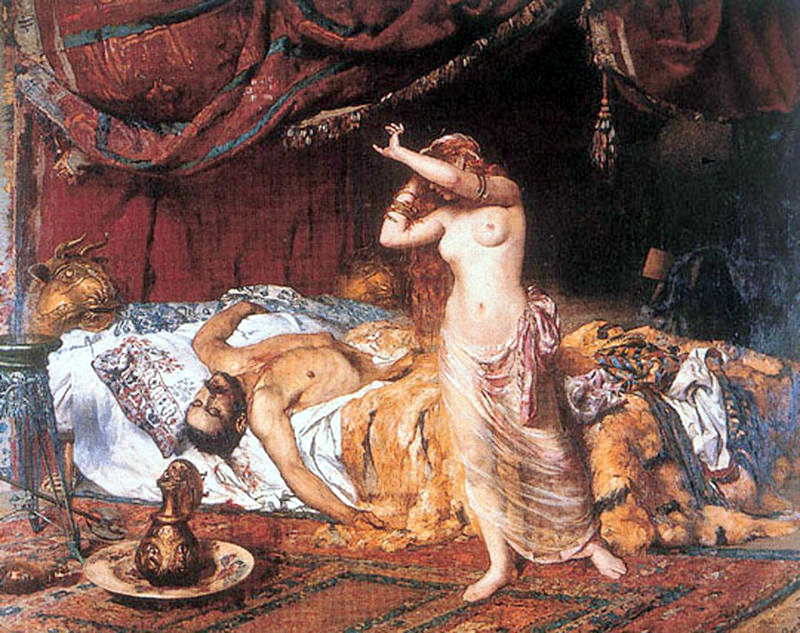
Átila morte, a pintura por Paczka Ferenc

Ildikó foi a última esposa do rei huno Átila. O nome dela é germânico oriental e sugere uma origem gótica. De acordo com Prisco de Pânio, Átila morreu após a festa em que celebrava seu casamento em 453 d.C., ao sofrer uma grave hemorragia nasal e sufocar até a morte em um estado de estupor. 
"Pouco antes de morrer, como o historiador Prisco relata, Átila tomou em casamento uma garota muito bonita chamada Ildico, depois de várias outras mulheres, como era o costume de sua raça. Ele tinha dado a si excessiva alegria em seu casamento, se deitou de costas, pesado com vinho, dormiu e sangue supérfluo correu, o que normalmente escorreria pelo seu nariz, fluiu em curso mortal para baixo em sua garganta e o matou, pois trancou as passagens. Assim a embriaguez pôs um fim vergonhoso a um rei de renome na guerra. 
No dia seguinte, quando uma grande parte da manhã já havia se passado, os atendentes reais suspeitaram de alguma doença e quebraram as portas depois de um grande tumulto. Lá eles encontraram Átila morto por uma efusão de sangue, sem qualquer ferida, e a menina com o rosto abatido, chorando sob o seu véu." 